# Omar Sharif
Omar Sharif (àrab: عمر الشريف, ʿUmar ax-Xarīf), també conegut com a Omar El-Sherif (Alexandria, 10 d'abril de 1932 – el Caire, 10 de juliol de 2015) fou un actor egipci. Va participar en diverses pel·lícules a Hollywood i a França. El van fer cèlebre els seus papers a les pel·lícules de David Lean Lawrence d'Aràbia (1962) i Doctor Jivago (1965).

## Biografia
Es va llicenciar al Victoria College d'Alexandria i a la Universitat del Caire en matemàtiques i física. Després, va treballar amb el seu pare en una empresa de fusteria. Aquesta empresa no era gaire rendible, sobretot després d'una gran inversió per a revitalitzar el papir com a article de valor.
Va debutar als 22 anys en el cinema egipci a les ordres del mestre Youssef Chahine amb un paper en la pel·lícula egípcia Siraa Fil-Wadi (El sol roent). El públic el va acceptar ràpidament com a galant de moda, i així va arribar a protagonitzar 18 pel·lícules seguides. Quan David Lean buscava actors àrabs que parlessin anglès per a Lawrence d'Aràbia, va veure una foto de Sharif, i va quedar impressionat per la bellesa i la virilitat de l'actor. El paper de príncep Alí li va valer ser proclamat candidat a l'Oscar, cosa que paradoxalment no li va passar amb Doctor Jivago, encara que sí que va guanyar per aquest treball el Globus d'Or al millor actor el 1966.
Establert definitivament a Hollywood, va ser reclamat per directors de la talla de John Frankenheimer, Richard Fleischer, Fred Zinnemann, Francesco Rosi, Anatole Litvak, Blake Edwards, William Wyler i Anthony Mann. La seva filmografia, propera als cent títols, plena d'alts i baixos, ha rebut en els darrers anys un nou impuls, especialment gràcies a Monsieur Ibrahim et les fleurs du Coran (François Dupeyron, 2003), per la qual Sharif va rebre diversos premis. La seva gran afició al bridge (sobre la qual es va ironitzar en Funny Girl, en què comparteix repartiment amb Barbra Streisand), l'ha interessat a vegades més que els rodatges, anticipant o posposant d'acord amb el calendari de competicions internacionals d'aquest joc.
El seu fill, Tarek Sharif, va intentar emular la carrera del pare des que David Lean el va contractar per al personatge de Jivago nen en la seqüència de l'enterrament.
El 10 de juliol del 2015, el seu agent en va anunciar la mort, d'un atac al cor, en un hospital del Caire.

## Filmografia
- Shaytan al-Sahra (1954)
- Sira` Fi al-Wadi (The Blazing Sun or Struggle in the Valley or Fight in the Valley) (1954)
- Ayyamna al-Holwa (Our Best Days) (1955)
- Siraa Fil-Mina (1956)
- Ard al-Salam (1957)
- The Lebanese Mission (1957) (Châtelaine du Liban, La)
- La anam (I do not sleep) (1958)
- Goha (1958)
- Sayedat el kasr (Lady of the Castle) (1959)
- Seraa fil Nil (Struggle on the Nile) (1959)
- Fadiha fil-zamalek (Scandal in Zamalek) (1959)
- Bidaya wa nihaya (1960)
- Hobi al-wahid (My Only Love) (1960)
- Esha'a hob (Rumor of Love) (1960)
- Nahr al-Hob (The river of love) 1960
- Nahr el hub (The River of Love) (1961)
- A Man in our House (A Man in our House) (1961)
- Lawrence d'Aràbia (1962) (Salary £8.000)
- Behold a Pale Horse (1964)
- La caiguda de l'Imperi romà (The Fall of the Roman Empire) (1964)
- Doctor Jivago (1965)
- The Yellow Rolls-Royce (1965)
- Genghis Khan (1965)
- La nit dels generals (The Night of the Generals) (1967)
- More Than A Miracle (1967)
- Funny Girl (1968)
- Mayerling (1968)
- Che! (1969)
- The Appointment (1969)
- L'or d'en Mackenna (Mackenna's Gold) (1969)
- Els genets (The Horsemen) (1971)
- The Last Valley (1971)
- The Burglars (1971)
- The Mysterious Island (L'Ile Mysterieuse) (1973), minisèrie de TV
- L'enigma Juggernaut (Juggernaut) (1974)
- The Tamarind Seed (1974)
- Crime and Passion (1975)
- Funny Lady (1975)
- La Pantera Rosa torna a atacar (1976), cameo, no surt als crèdits
- Ashanti: Land of No Mercy (1979)
- Bloodline (1979)
- S+H+E: Security Hazards Expert (1980), titulada en castellà Sabotaje petrolífero
- Oh Heavenly Dog (1980)
- The Baltimore Bullet (1980)
- Pleasure Palace (1980)
- Green Ice (1981)
- Top Secret! (1984)
- Peter the Great (1986)
- Harem (1986), telefilm, com a Sultan Hassan
- The Possessed (1988)
- The Jewel of the Nile (1988)
- Al-aragoz (the puppeteer) (1989)
- The Opium Connection (1990)
- Memories of Midnight (1991)
- Mowaten masri (An Egyptian Citizen) (1991)

- Beyond Justice (1992)
- Grand Larceny (1992)
- Mayrig (1992)

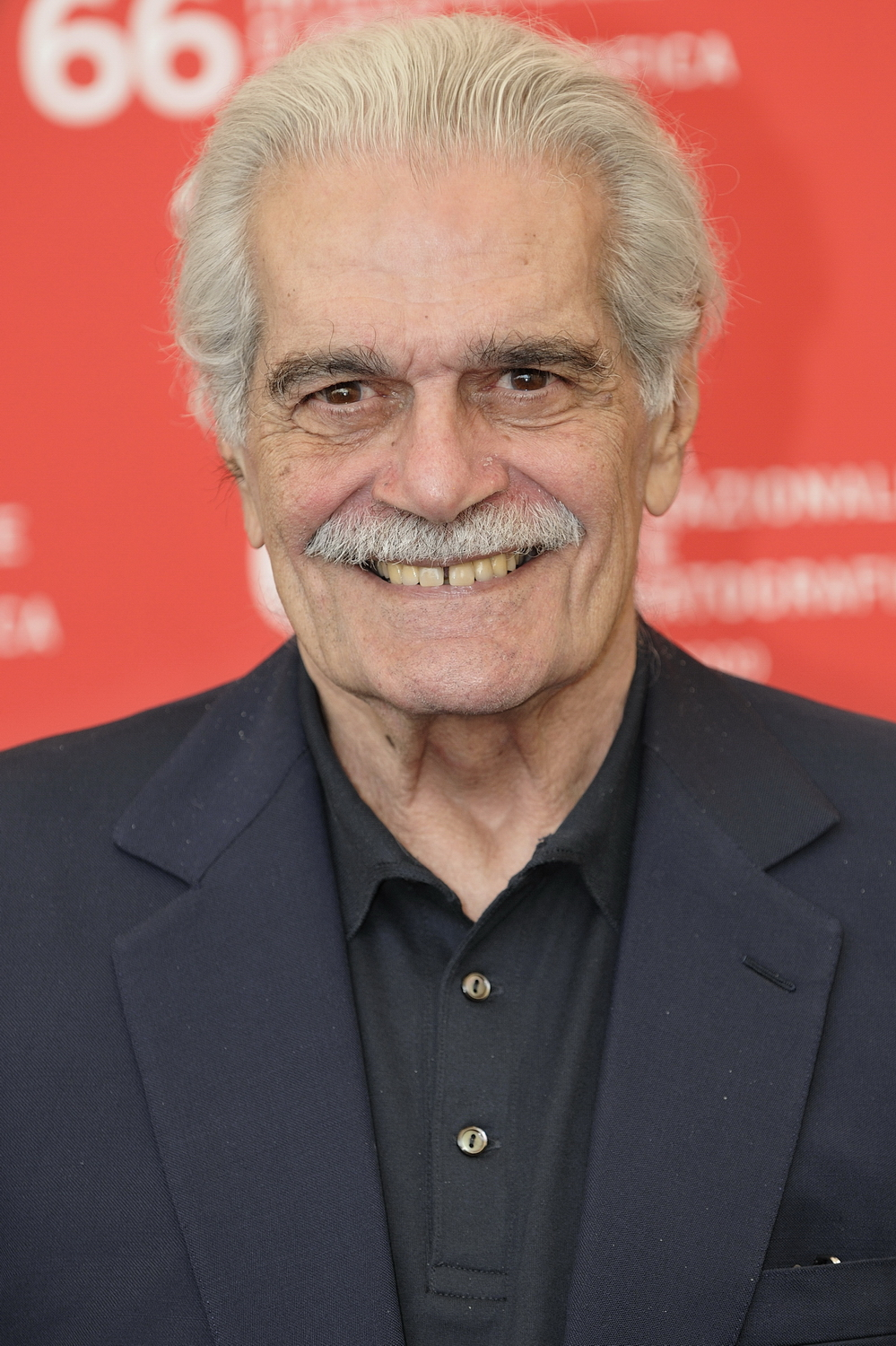
Omar Sharif al Festival de Venècia del 2009

- Dehk we le'b we gad we hob (Laughter, Games, Seriousness and Love) (1993)
- Lie Down With Lions (1994)
- Catherine the Great (1995)
- Gulliver's Travels (1996), minisèrie de TV
- Heaven Before I Die (1997)
- Mysteries of Egypt (1998)
- The 13th Warrior (1999)
- The Parole Officer (2001)
- Monsieur Ibrahim et les Fleurs du Coran (2003)
- Hidalgo (2004)
- Imperium: St Peter (2005)
- Fuoco su di me (2005)
- Shaka Zulu: The Last Great Warrior (2005)
- One Night with the King (2006)
- The Crown Prince (2006)
- Hanan W Haneen (2007), minisèrie de TV
- The Ten Commandments (2007), minisèrie de TV, com a Jetró
- The Last Templar (2008), minisèrie de TV
- Hassan & Marcus (2008)
- 10000 aC (2008)
- The Traveler (2009)